# HD45698
HD45698 — хімічно пекулярна зоря спектрального класу A2, що має видиму зоряну величину в смузі V приблизно  8,2.
Вона  розташована на відстані близько 618,9 світлових років від Сонця.

## Пекулярний хімічний вміст
Зоряна атмосфера HD45698 має підвищений вміст 
Eu
.